# شهرستان فانگ‌ژنگ
شهرستان فانگ‌ژنگ (به چینی: 方正县) یک شهرستان در استان هئی‌لونگ‌جیانگ چین است که در تابعیت شهر هاربین قرار دارد. شهرستان فانگ‌ژنگ ۲٬۹۷۶٫۱ کیلومتر مربع مساحت و ۱۸۳٬۷۸۹ نفر جمعیت دارد.

## تقسیمات اداری
شهرستان فانگ‌ژنگ به ۴ شهرک و ۴ قصبه تابعه تقسیم شده است. دو «میدان» هم‌سطح قصبه نیز تابع این شهرستان می‌باشند، مانند میدان جنگل‌داری.
- شهرک دالوومی (大罗密镇، Dàluómì zhèn)
- شهرک ده‌مولی (得莫利镇، Démòlì zhèn)
- شهرک فانگ‌ژنگ (方正镇، Fāngzhèng zhèn)
- شهرک هوی‌فا (会发镇، Huìfā zhèn)

- قصبه باوشینگ (宝兴乡، Bǎoxìng xiāng)
- قصبه تیان‌من (天门乡، Tiānmén xiāng)
- قصبه ده‌شان (德善乡، Déshàn xiāng)
- قصبه سونگ‌نان (松南乡، Sōngnán xiāng)

- ادارهٔ جنگل‌داری فانگ‌ژنگ(方正林业局، Fāngzhèng línyèjú)
- میدان زراعتی هه‌شاهه (和沙河农场، Héshāhé nóngchǎng)